# Lothar Hay

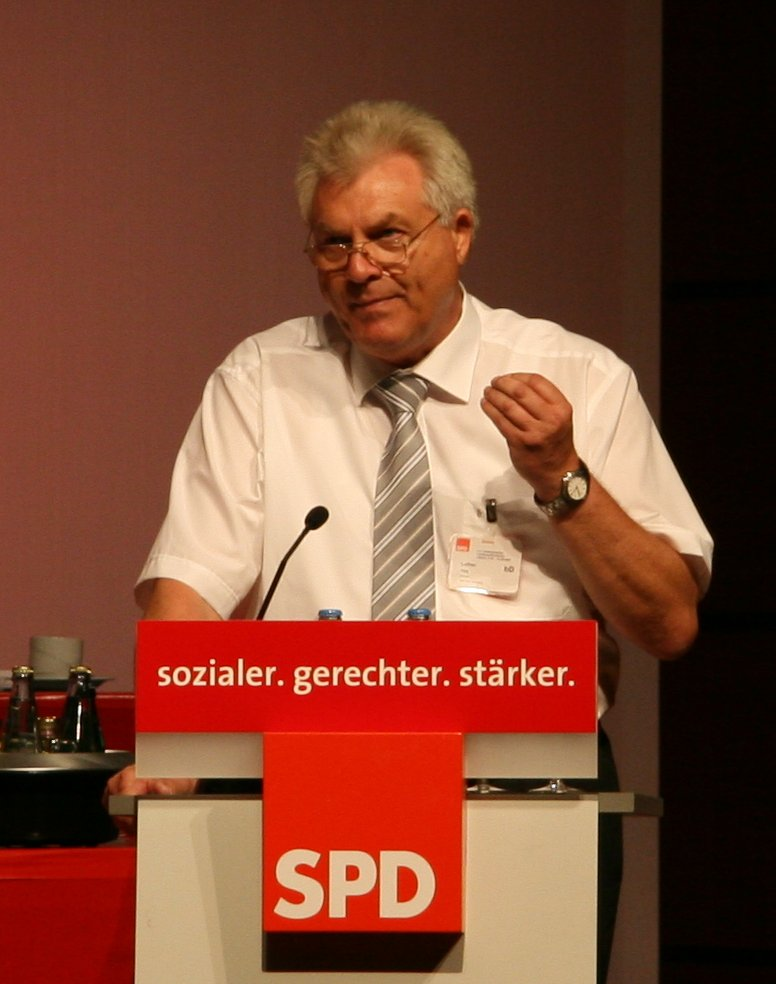
Lothar Hay, Landesparteitag der SPD im August 2009

Lothar Hay (* 29. Mai 1950 in Hattstedt) ist ein deutscher Politiker (SPD). Er war von 1998 bis 2008 Vorsitzender der schleswig-holsteinischen SPD-Landtagsfraktion und von 2008 bis Juli 2009 Innenminister des Landes Schleswig-Holstein.

## Leben und Beruf
Hay ging 1967 auf das Wirtschaftsgymnasium in Flensburg, wo er 1970 das Abitur machte. Von 1971 bis 1974 absolvierte Hay ein Studium auf Lehramt an der Pädagogischen Hochschule Flensburg in den Fächern „Politische Bildung“, Geographie, Geschichte und Soziologie. Das Studium beendete er 1974 mit der Ersten Staatsprüfung für das Lehramt an Volksschulen (Grund- und Hauptschulen). Ab März 1974 war er als Lehrer im Dienst des Landes Schleswig-Holstein tätig und arbeitete von 1974 bis 1985 als Lehrer an der Hauptschule in Süderbrarup im Kreis Schleswig-Flensburg, von 1981 bis 1985 auch nebenamtlich als Studienleiter. Ab 1985 arbeitete er als Lehrer an Flensburger Grund- und Hauptschulen. Von 1997 bis 2006 war Hay Vorsitzender des Grenzfriedensbundes, danach stellvertretender und ab 2008 wieder erster Vorsitzender des fusionierten ADS-Grenzfriedensbundes.
Lothar Hay ist verheiratet und hat drei Kinder.

## Partei
Seit 1970 ist er Mitglied der SPD. Von 1995 bis 1998 war er Vorsitzender des SPD-Kreisverbandes Flensburg.

## Abgeordneter
Hay gehörte von 1978 bis 1992 der Ratsversammlung der Stadt Flensburg an und war von 1982 bis 1986 stellvertretender und von 1986 bis 1992 Stadtpräsident der Stadt Flensburg.
Von 1992 bis 2012 war Hay Mitglied des Landtages von Schleswig-Holstein. Hier war er von 1996 bis 1998 Vorsitzender des Finanzausschusses. Vom 3. November 1998 bis zum 15. Januar 2008 war er Vorsitzender der SPD-Landtagsfraktion. In der 17. Legislaturperiode (2009–2012) war er Alterspräsident des Landtages.
Lothar Hay ist 1992 und 2000 als direkt gewählter Abgeordneter des Wahlkreises Flensburg-Ost und sonst stets über die Landesliste in den Landtag eingezogen.

## Öffentliche Ämter
Nachdem der bisherige Amtsinhaber Ralf Stegner, wie im Herbst 2007 angekündigt, zurückgetreten war, wurde Hay am 15. Januar 2008 von Ministerpräsident Peter Harry Carstensen (CDU) zum Innenminister des Landes Schleswig-Holstein ernannt.
Nach dem Bruch der Großen Koalition im Juli 2009 wurde Hay ebenso wie alle anderen SPD-Minister am 20. Juli 2009 zum Ablauf des 21. Juli 2009 von Peter Harry Carstensen aus seinem Amt in der Landesregierung entlassen. Sein Nachfolger als Innenminister wurde Rainer Wiegard (CDU).
Von 2008 bis 2009 war Hay als Vertreter des Landes Schleswig-Holstein Mitglied des Aufsichtsrats der HSH Nordbank.
Seit dem 12. September 2012 ist Hay Vorsitzender des Medienrats der Medienanstalt Hamburg/Schleswig-Holstein.